# JQuery
jQuery — популярна JavaScript-бібліотека з відкритим кодом. Вона була представлена у січні 2006 року у BarCamp NYC Джоном Ресіґом (John Resig). Згідно з дослідженнями організації W3Techs, JQuery використовується понад половиною від мільйона найвідвідуваніших сайтів. jQuery є найпопулярнішою бібліотекою JavaScript, яка посилено використовується на сьогоднішній день[коли?].
jQuery є вільним програмним забезпеченням під ліцензією MIT (до вересня 2012 було подвійне ліцензування під MIT та GNU General Public License другої версії).
Синтаксис jQuery розроблений, щоб зробити орієнтування у навігації зручнішим завдяки вибору елементів DOM, створенню анімації, обробки подій, і розробки AJAX-застосунків. jQuery також надає можливості для розробників, для створення плагінів у верхній частині бібліотеки JavaScript. Використовуючи ці об'єкти, розробники можуть створювати абстракції для низькорівневої взаємодії та створювати анімацію для ефектів високого рівня. Це сприяє створенню потужних і динамічних вебсторінок.

## Специфіка
Основне завдання jQuery — це надавати розробнику легкий та гнучкий інструментарій кросбраузерної адресації DOM об'єктів за допомогою CSS та XPath селекторів. Також дана бібліотека надає інтерфейси для Ajax-застосунків, обробників подій і простої анімації.
Принцип роботи jQuery полягає в використанні класу (функції), який при звертанні до нього повертає сам себе. Таким чином, це дозволяє будувати послідовний ланцюг методів.
```
$
(
'#test'
)
 
//знаходимо елемент з id="test" 

    
.
text
(
'Клікни по мені'
)
  
//встановлюємо текст елемента рівним "Клікни по мені"

    
.
addClass
(
'myAlert'
)
     
//додаємо клас "myAlert"

    
.
css
(
'color'
,
'red'
)
      
//встановлюємо колір тексту червоним

    
.
attr
(
'alert'
,
'Привіт, світе!'
)
 
// додаємо атрибут "alert" із значенням "Привіт, світе!"

    
.
bind
(
                       
// додаємо в обробник події click функцію, яка відкриє модальне

        
'click'
,
                 
// вікно із текстом, що вказаний в атрибуті "alert" ("Привіт, світе!")

        
function
(){
alert
(
$
(
this
).
attr
(
'alert'
))}

    
);

```

## Як підключити jQuery
Бібліотека jQuery є JavaScript файлом, яка включає всю його DOM, події(events), ефекти(effects), і Ajax функції. Вона може бути додана до web-сторінки посиланням на локальну копію, або на одну з копій доступних на публічному сервері (наприклад Google [Архівовано 1 липня 2010 у Wayback Machine.] або Microsoft CDN [Архівовано 17 грудня 2020 у Wayback Machine.]).
```
<
script
 
type
=
"text/javascript"
 
src
=
"jquery.js"
><
/script>

```

## Приклад
```
// Виберемо всі парні елементи "tr", і застосуємо для них css клас "odd"

$
(
"tr:nth-child(odd)"
).
addClass
(
"odd"
);

// Відправлення асинхронного POST запиту на адресу '/ajaxtest.php'

$
.
post
(

  
'/ajaxtest.php'
,

  
{

    
type
:
 
"test-request"
,

    
param1
:
 
"param1"
,

    
param2
:
 
2

  
},

  
onAjaxSuccess

);

function
 
onAjaxSuccess
(
data
){
 
// Тут ми отримуємо відповідь, і опрацьовуємо результат

  
alert
(
data
);

}

```

## Приклад 2
Ось представлена функція, яка забезпечує зміну кольору тексту у всіх контейнерах div на синій при клацанні мишкою у будь-якому місці сторінки
```
  
$
(
document
.
body
).
click
(
function
 
()
 
{
  

    
$
(
"div"
).
each
(
function
 
(
i
)
 
{
  

      
if
 
(
this
.
style
.
color
 
!=
 
"blue"
)
 
{
  

        
this
.
style
.
color
 
=
 
"blue"
;
  

      
}
 
else
 
{
  

        
this
.
style
.
color
 
=
 
""
;
  

      
}
  

    
});
  

  
});

```

## Історія версій
| Номер версії | Дата випуску                                                | Додаткові примітки                                                     |
| ------------ | ----------------------------------------------------------- | ---------------------------------------------------------------------- |
| 1.0          | 26.08.2006 [Архівовано 23 жовтня 2008 у Wayback Machine.]   | Перша стабільна версія.                                                |
| 1.0.1        | 31.08.2006 [Архівовано 13 вересня 2008 у Wayback Machine.]  |                                                                        |
| 1.0.2        | 9.10.2006 [Архівовано 12 вересня 2008 у Wayback Machine.]   |                                                                        |
| 1.0.3        | 27.10.2006 [Архівовано 17 жовтня 2008 у Wayback Machine.]   |                                                                        |
| 1.0.4        | 12.12.2006 [Архівовано 11 жовтня 2008 у Wayback Machine.]   | Останнє виправлення багів у версії 1.0.                                |
| 1.1          | 14.01.2007 [Архівовано 13 жовтня 2008 у Wayback Machine.]   |                                                                        |
| 1.1.1        | 22.01.2007 [Архівовано 13 вересня 2008 у Wayback Machine.]  |                                                                        |
| 1.1.2        | 27.02.2007 [Архівовано 21 жовтня 2008 у Wayback Machine.]   |                                                                        |
| 1.1.3        | 1.07.2007 [Архівовано 23 листопада 2008 у Wayback Machine.] |                                                                        |
| 1.1.3.1      | 5.07.2007 [Архівовано 17 жовтня 2008 у Wayback Machine.]    |                                                                        |
| 1.1.4        | 24.08.2007 [Архівовано 2 листопада 2008 у Wayback Machine.] |                                                                        |
| 1.2          | 10.09.2007 [Архівовано 10 жовтня 2008 у Wayback Machine.]   |                                                                        |
| 1.2.1        | 16.09.2007 [Архівовано 20 жовтня 2008 у Wayback Machine.]   |                                                                        |
| 1.2.2        | 15.01.2008 [Архівовано 20 жовтня 2008 у Wayback Machine.]   |                                                                        |
| 1.2.3        | 8.02.2008 [Архівовано 20 жовтня 2008 у Wayback Machine.]    |                                                                        |
| 1.2.4        | 19.05.2008 [Архівовано 19 лютого 2012 у Wayback Machine.]   |                                                                        |
| 1.2.5        | 21.05.2008 [Архівовано 26 лютого 2012 у Wayback Machine.]   | Виправлено некоректну збірку версії 1.2.4.                             |
| 1.2.6        | 24.05.2008 [Архівовано 15 квітня 2012 у Wayback Machine.]   |                                                                        |
| 1.3          | 14.01.2009 [Архівовано 3 вересня 2011 у Wayback Machine.]   | Інтегровано рушій селекторів Sizzle у ядро.                            |
| 1.3.1        | 21.01.2009 [Архівовано 6 листопада 2011 у Wayback Machine.] |                                                                        |
| 1.3.2        | 20.02.2009                                                  |                                                                        |
| 1.4          | 14.01.2010 [Архівовано 17 січня 2010 у Wayback Machine.]    |                                                                        |
| 1.4.1        | 25.01.2010 [Архівовано 24 березня 2010 у Wayback Machine.]  |                                                                        |
| 1.4.2        | 19.02.2010 [Архівовано 10 травня 2012 у Wayback Machine.]   |                                                                        |
| 1.4.3        | 16.10.2010 [Архівовано 6 березня 2012 у Wayback Machine.]   |                                                                        |
| 1.4.4        | 11.11.2010 [Архівовано 11 травня 2012 у Wayback Machine.]   |                                                                        |
| 1.5          | 31.01.2011 [Архівовано 26 червня 2012 у WebCite]            | Управління зворотними викликами в Deferred, переписування модуля ajax. |
| 1.5.1        | 24.02.2011 [Архівовано 6 серпня 2012 у WebCite]             |                                                                        |
| 1.5.2        | 31.03.2011 [Архівовано 6 серпня 2012 у WebCite]             |                                                                        |
| 1.6          | 3.05.2011 [Архівовано 29 лютого 2012 у WebCite]             | Значне покращення продуктивності функцій attr() та val().              |
| 1.6.1        | 12.05.2011 [Архівовано 6 серпня 2012 у WebCite]             |                                                                        |
| 1.6.2        | 30.06.2011 [Архівовано 6 серпня 2012 у WebCite]             |                                                                        |
| 1.6.3        | 1.09.2011 [Архівовано 20 березня 2012 у Wayback Machine.]   |                                                                        |
| 1.6.4        | 12.09.2011 [Архівовано 11 травня 2012 у Wayback Machine.]   |                                                                        |
| 1.7          | 3.11.2011 [Архівовано 5 травня 2012 у Wayback Machine.]     | Нові API подій: .on() та .off(), хоча старі API все ще підтримуються.  |
| 1.7.1        | 21.11.2011 [Архівовано 5 травня 2012 у Wayback Machine.]    |                                                                        |
| 1.7.2        | 21.03.2012 [Архівовано 13 квітня 2012 у Wayback Machine.]   |                                                                        |
| 1.8          | 09.08.2012 [Архівовано 10 серпня 2012 у Wayback Machine.]   |                                                                        |
| 1.8.1        | 30.08.2012 [Архівовано 1 вересня 2012 у Wayback Machine.]   |                                                                        |
| 1.8.2        | 20.09.2012 [Архівовано 8 листопада 2012 у Wayback Machine.] |                                                                        |
| 1.8.3        | 13.11.2012 [Архівовано 20 листопада 2012 у WebCite]         |                                                                        |
| 1.9.0        | 15.01.2013 [Архівовано 16 січня 2013 у Wayback Machine.]    |                                                                        |
| 1.9.1        | 04.02.2013 [Архівовано 2 березня 2013 у Wayback Machine.]   |                                                                        |